# Dicranota cazieriana
Dicranota (Rhaphidolabis) cazieriana là một loài ruồi trong họ Pediciidae. Chúng phân bố ở vùng sinh thái Nearctic.